# Sarımeşe, Çilimli
Sarımeşe là một xã thuộc huyện Çilimli, tỉnh Düzce, Thổ Nhĩ Kỳ. Dân số thời điểm năm 2010 là 611 người.